# David Perry (aktor)
David Perry (ur. 26 stycznia 1970 w Rambouillet) – francuski aktor, reżyser i producent filmów pornograficznych.

## Życiorys

### Wczesne lata
Urodził się i wychował w Rambouillet, w regionie Île-de-France, w departamencie Yvelines. Uczęszczał do Ecole Gambetta (1976-81) i Collège Le Racinay (1981-86). Naukę kontynuował w Lycée Louis Bascan (1986-89).

### Kariera
Do branży pornograficznej trafił na początku 1993, po spotkaniu z Pierre Woodmanem, kiedy wziął udział w pierwszej sesji zdjęciowej, a potem w Guadalupe. Kilka tygodni później znalazł się na planie filmu Francisa Leroi Marzenia skórzane 2 (Rêves de Cuir 2, 1993).
Brał udział w produkcjach, m.in. w trylogiach pornograficznych Pierre’a Woodmana: Wieżowiec (Private Film 20-21, 23: Tower, 1995) jako pan Parrot, Piramida (Private Gold 11-13: Pyramid, 1996) jako William Reuter i Tatiana (Private Gold 26-28: Tatiana, 1998) jako Marquis. Następnie wystąpił w filmach niemieckich Gabriela Pontello (Magma i Videorama) i włoskich. Współpracował także z Christopherem Clarkiem, Rocco Siffredim, Steve’em Holmesem i Manuelem Ferrarą.
W 1996 w Cannes podczas piątej gali wręczenia nagród przyznawanych przez magazyn „Hot Vidéo” otrzymał nagrodę Hot d’Or jako najlepszy aktor. Dwa lata później wyjechał na Węgry, gdzie brał udział w filmach Christophera Clarka i Jeana-Yves’a Le Castela. Wystąpił też w produkcjach włoskich Salvo Di Liberto: Rytuały miłości (Rituals of Love, 2001), Osaczeni w umyśle (Entrapment of Mind, 2001) i Egzotyczny sen (Exotic Dream, 2002).
W ekranizacji powieści Aleksandra Dumasa Muszkieterowie króla (I moschettieri del re, 1999) wystąpił w roli D’Artagnana. W 2002 reżyser Antonio Adamo wybrał go do roli Marcusa w trylogii Private Media Group – pełnometrażowej porno-parodii Gladiator.
Od 2002 David Perry zadebiutował za kamerą jako reżyser i producent filmowy dla amerykańskich firm, takich jak Zero Tolerance, a także Evil Angel, Private, Woodman Entertainment.
W 2008 został nagrodzony AVN Award dla najlepszego aktora zagranicznego. W następnych latach był nominowany w kilku innych kategoriach.

## Życie prywatne
Spotykał się z Jasmine Rouge i Veroniką Vanozą. W 2011 ożenił się z węgierską aktorką porno Judith Grant, z którą ma syna (ur. 2010). Jednak doszło do rozwodu. Zamieszkał w Budapeszcie.

## Nagrody
| Rok  | Nagroda            | Kategoria                             | Film                             | Inni wykonawcy                                                          |
| ---- | ------------------ | ------------------------------------- | -------------------------------- | ----------------------------------------------------------------------- |
| 1996 | Hot d’Or           | Największa nadzieja – najlepszy aktor | –                                | –                                                                       |
| 1996 | AVN Award          | Najbardziej skandaliczna scena seksu  | Private Video Magazine 20 (1995) | Channone i Jean-Yves Le Castel                                          |
| 1999 | Hot d’or           | Najlepszy aktor europejski            | L’enjeu du désir (1999)          | –                                                                       |
| 2002 | AVN Award          | Najlepsza scena seksu analnego        | Rocco - Animal Trainer 5 (2001)  | Suzette Sebring, Alberto Reyem, Frank Gun, Leslie Taylor i Robert Ribot |
| 2008 | AVN Award          | Najlepszy wykonawca zagraniczny roku  | –                                | –                                                                       |
| 2013 | XBIZ Award         | Najlepsza scena seksu grupowego       | Wasteland (2012)                 | Mick Blue, Lily Labeau, Ramón Nomar, Lily Carter i Toni Ribas           |
| 2021 | AVN Award          | AVN Hall of Fame                      | –                                | –                                                                       |
| 2021 | XBIZ Europa Awards | Najlepsza scena seksu – gonzo         | Rocco’s Insatiable MILFs (2020)  | Kitana Lure, Erik Everhard i Vince Karter                               |

## Filmografia
| Rok  | Tytuł                                                                     | Rola                 | Reżyser         |
| ---- | ------------------------------------------------------------------------- | -------------------- | --------------- |
| 1993 | Sex Is... (film dokumentalny)                                             | w roli samego siebie | Marc Huestis    |
| 2009 | Vente a Las Vegas, nena: Un retrato de Rebeca Linares (film dokumentalny) | w roli samego siebie | Amanda Sans     |
| 2013 | Skum Rocks! (film dokumentalny)                                           | w roli samego siebie | Clay Westervelt |